# Hoplia bomiensis
Hoplia bomiensis är en skalbaggsart som beskrevs av Zeng 1986. Hoplia bomiensis ingår i släktet Hoplia och familjen Melolonthidae. Inga underarter finns listade i Catalogue of Life.